# 倉田謙
倉田 謙（くらた けん、1881年9月19日 - 1940年1月9日）は、日本の建築家。明治末期から昭和初期にかけて九州帝国大学技師を務め、九州大学（箱崎キャンパス）の校舎を多く設計したことで知られる。

## 概要
1881年（明治14年）、東京生まれ。第一高等学校（旧制）を経て、1906年（明治39年）東京帝国大学工科大学建築学科を卒業（岡田信一郎、本野精吾らと同期）。
京都市嘱託技師、東京高等工業学校講師を経て、1911年（明治44年）11月、創設されたばかりの九州帝国大学技師に就任し、臨時建築掛長として大学施設の整備に当たる。その後、1918年（大正7年）、臨時建築掛が建築課になるとその初代課長に就任。
また大学では講師、後に助教授を兼任し、建築構造等を教えた（工科大学・工学部に建築学科は置かれなかったが、共通の建築学講座があり、臨時建築掛・建築課の職員が授業を受け持った）。
1928年（昭和3年）、工学部本館建設のため欧米各国を視察。1929年（昭和4年）に大学を辞任するが、倉田建築事務所を開設、引続きキャンパスの整備を続けた。

1940年1月9日逝去。

## 主な作品

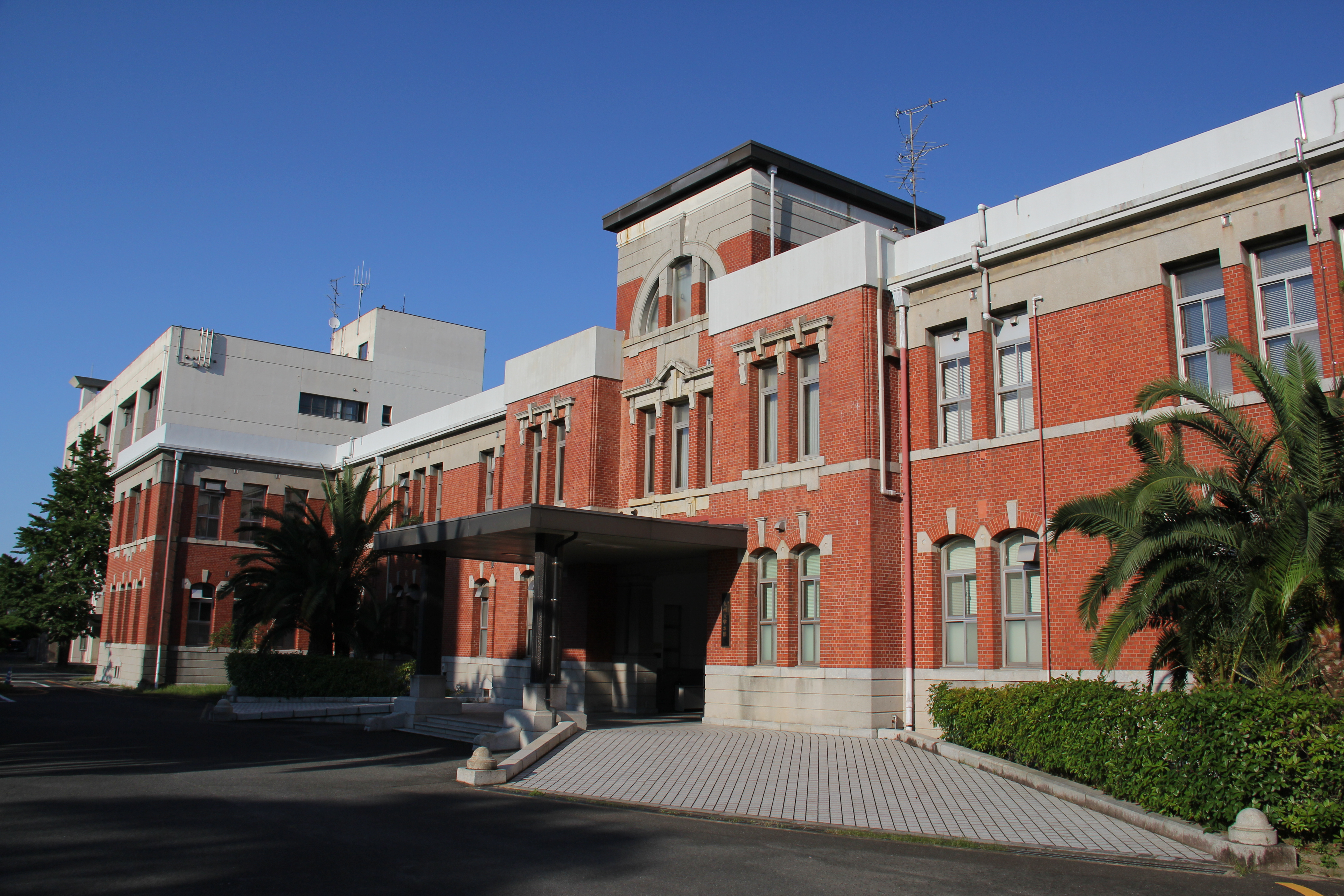
九州大学 本部第一庁舎

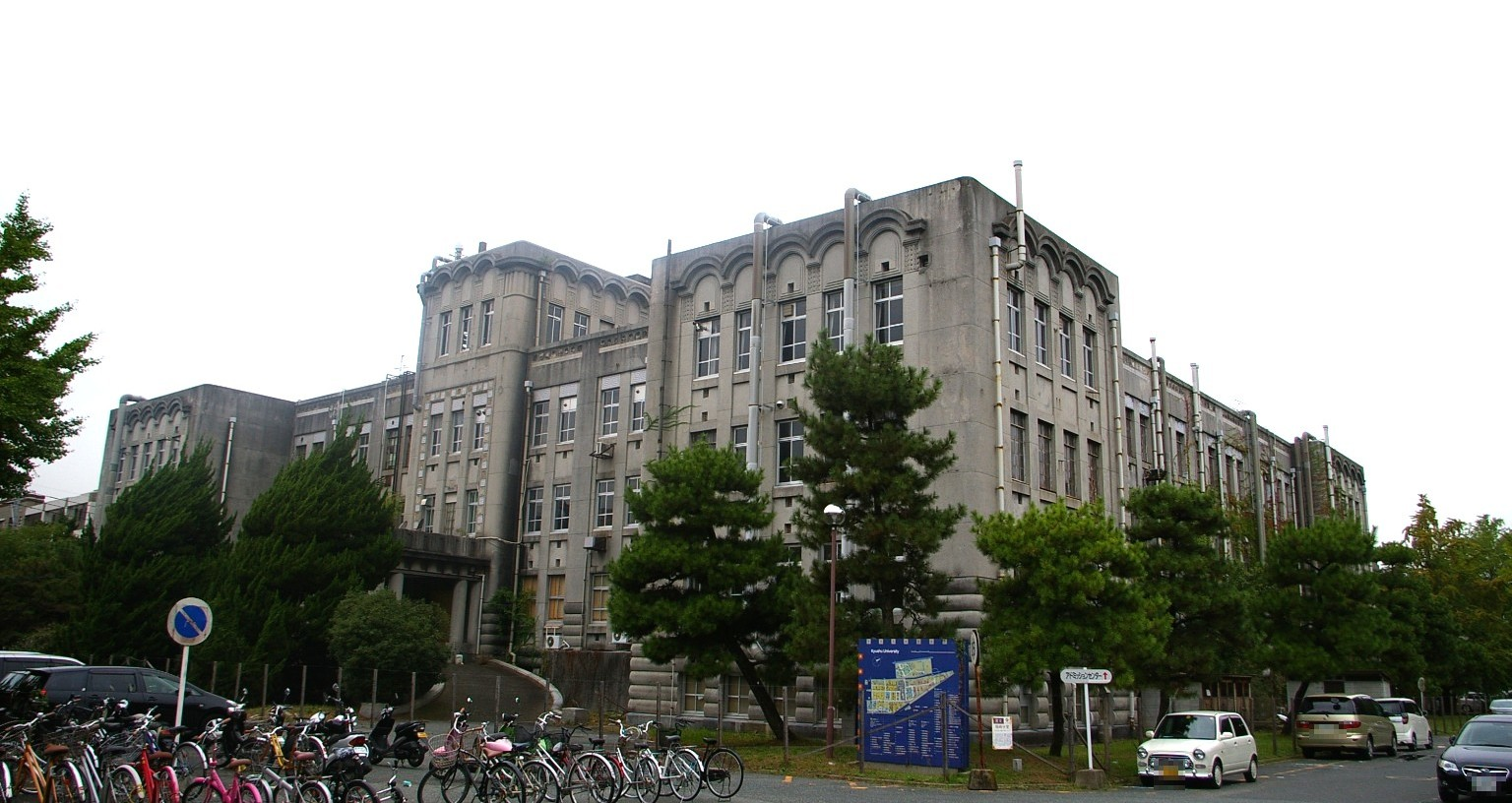
九州大学 応用力学研究所

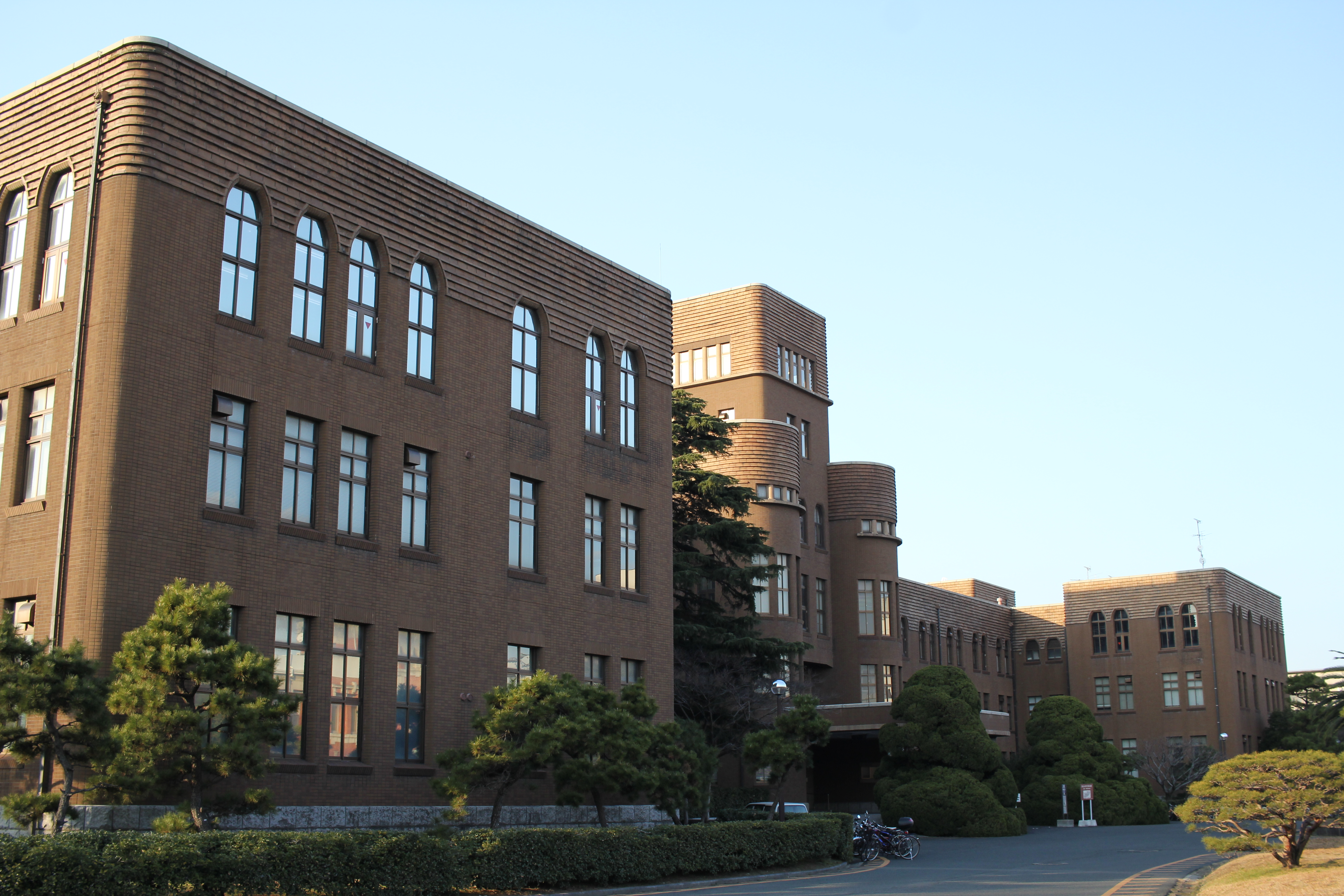
九州大学 工学部本館

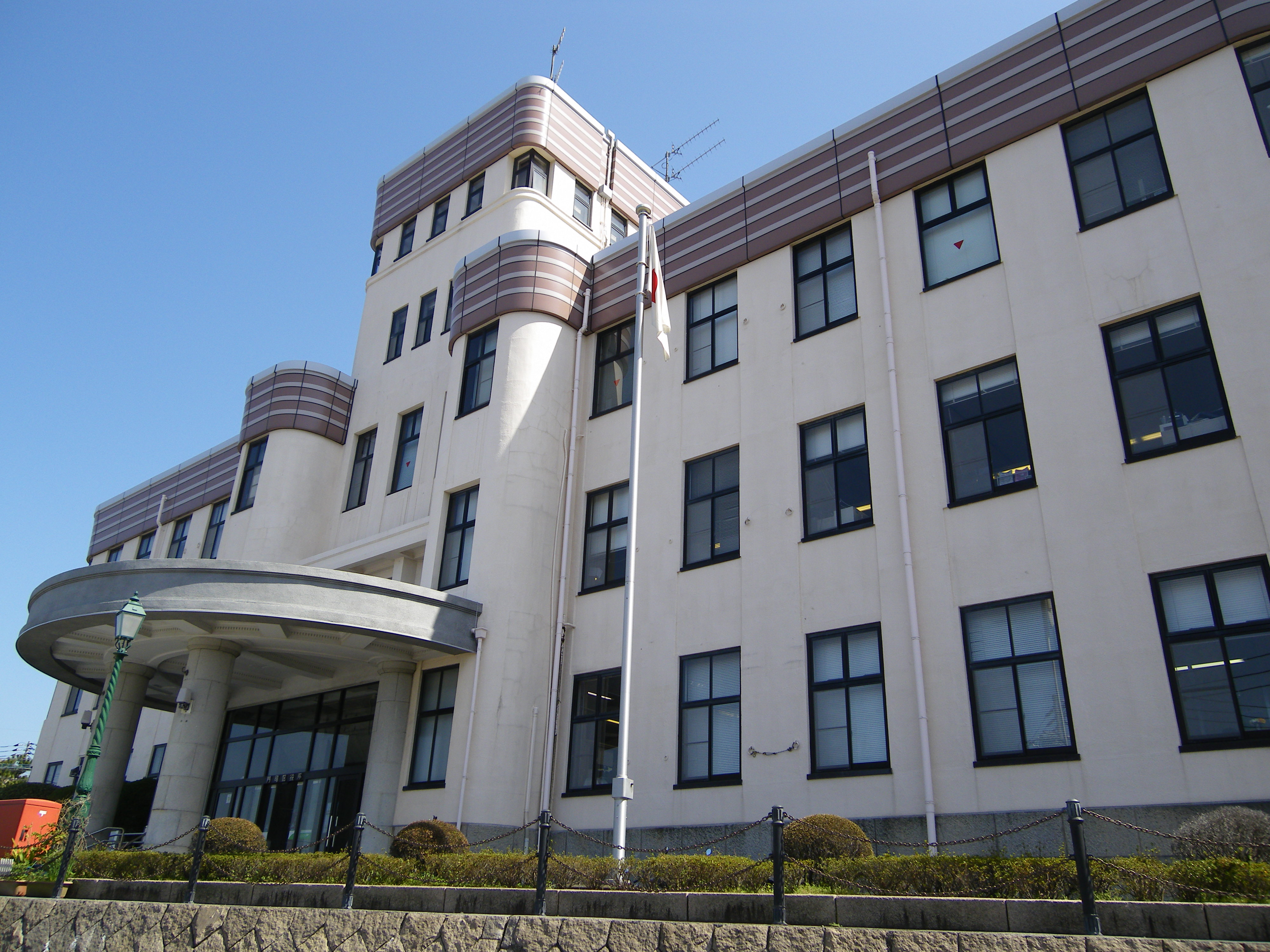
門司区役所

### 九州大学
箱崎キャンパス
- 旧正門門衛所 - 煉瓦造平屋建。国の登録有形文化財。
- 工学部仮実験室（1925年（大正14年）、後に事務局本部（本部第一庁舎）） - 煉瓦造2階建。1923年（大正12年）の火災により焼失した旧工学部本館の礎石、煉瓦を再利用して建設。国の登録有形文化財。
- 工学部第一附属屋（1925年、後に教育施設部、本部第三庁舎） - 煉瓦造2階建。デザインは本部第一庁舎に似る。国の登録有形文化財。
- 法文学部本館（1925年、後に応用力学研究所） - RC造3階建。現存せず。
- 図書館（1925年、後に工学部図書館 - RC造2階建。正面の塔屋が特徴的。現存せず。
- 工学部本館（1930年（昭和5年）） - RC造3階建。中央と両翼に塔屋を持つ。国の登録有形文化財。

箱崎キャンパスは2019年度に伊都キャンパスへの移転を完了した。旧箱崎キャンパス内の建物は、旧工学部本館、本部第一庁舎、本部第三庁舎、旧正門門衛所（以上、倉田が設計担当）、正門、煉瓦塀の一部を保存・活用する。一方、その他の建物は記録保存の上、、解体された。
病院キャンパス（堅粕地区、馬出地区）
- 九州帝国大学医学部第一第二第三内科教室および病室（1931年、現・基礎研究A棟） - RC造3階建。病院キャンパスのシンボル的な施設として改修され、保存措置が取られている。

### その他
- 熊本市役所（1923年（大正12年）、現存せず） - 玄関車寄せ部分が高橋公園に移設されている。
- 福岡日日新聞本社（1926年、現存せず）
- 久留米市役所（1929年（昭和4年）、現存せず）
- 門司市役所（1930年、現北九州市門司区役所） - 九州大学工学部本館に似たデザイン。国の登録有形文化財[11]。